# Знайди мене (роман)
«Знайди мене» (англ. Find Me) — роман американського письменника Андре Асімана, вперше виданий 2019 року. Продовження роману «Назви мене своїм ім'ям» (2007).

## Сюжет
Роман поділений на чотири частини: Tempo, Cadenza, Capriccio та Da Capo. Частини різні за довжиною, — Tempo є найдовшою, займаючи половину книги, а Da Capo — найкоротшою.
Tempo: Через десять років після подій, описаних в романі «Назви мене своїм ім'ям», Семюель Перлман зустрічає значно молодшу за себе жінку на ім'я Міранда, вони знайомляться у потязі, який прямує до Риму. Вони швидко зближуються, між ними виникають романтичні стосунки. У Римі пара навідує хворого батька Міранди та зустрічається з Еліо, сином Семюеля.
Cadenza: П'ять років потому Еліо працює викладачем фортепіано у Парижі. Якось на концерті він знайомиться з чоловіком похилого віку на ім'я Мішель. Між ними виникає сексуальний зв'язок. Разом вони відвідують французьке село, де Мішель жив у дитинстві, а кілька тижнів потому мирно припиняють стосунки.
Capriccio: Ще кілька років потому Олівер, який разом з дружиною та дітьми мешкає у Нью-Гемпширі, де займає посаду професора в одному з коледжів, все більше впевнюється, що не може забути їхній з Еліо зв'язок за часів його студентства. Він вирушає до Італії, де вони з Еліо поновлюють свої романтичні стосунки. На той час Семюель, батько Еліо, вже помер, але в нього лишився неповнолітній син від Міранди, якого назвали Олівером.
Da Capo: Еліо та Олівер знову щасливі разом, вони спільно виховують Олівера-молодшого.

## Історія створення
3 грудня 2018 року, на хвилі успіху кінофільму «Назви мене своїм ім'ям» Луки Гуаданьїно, Андре Асіман на своєму акаунті у Твіттері повідомив, що пише продовження роману «Назви мене своїм ім'ям». Назва твору та дата виходу були офіційно підтверджені 20 березня 2019 року.
Роман було видано 29 жовтня 2019 року видавництвом «Фаррар, Страус і Жиру». Тоді ж вийшла аудіоверсія, начитана актором Майклом Сталбергом, який виконував роль Семюеля Перлмана у стрічці «Назви мене своїм ім'ям». 11 жовтня 2019 року, напередодні виходу, журнал «Vanity Fair» здійснив ексклюзивну публікацію уривку з роману.